# Amedeo Massari
Amedeo Massari (Poggi del Sasso, 17 ottobre 1926 – Milano, 31 gennaio 1998) è stato un editore italiano, responsabile amministrativo de La Repubblica sin dalla fondazione e della catena di quotidiani locali voluta da Carlo Caracciolo, quindi de Il Giornale, infine della Silvio Berlusconi Editore.

## Biografia
Nasce a Poggi del Sasso, nella provincia di Grosseto, da Guido Massari, fattore della Tenuta di Montecucco, e da Celide Birigazzi.
Terminati a Siena gli studi ginnasiali e liceali, si trasferisce prima a Grosseto e poi a Pisa, dove inizialmente si dedica alla vendita della collana BUR a rate e aprendo una piccola tipografia  e in seguito alla promozione e distribuzione dei giornali quotidiani. Alla fine degli anni Cinquanta giunge a Chiavari come ispettore del più importante quotidiano della Liguria, Il Secolo XIX, di cui presto, trasferendosi a Genova, diventa direttore amministrativo. Nel 1975 lascia Genova per Roma, dove è tra i fondatori di “La Repubblica” con l'incarico di direttore amministrativo. Eugenio Scalfari in "La sera andavamo in via Veneto" e Giampaolo Pansa in "La Repubblica di Barbapapà" lo ricorderanno quando, all'uscita dalla rotativa delle prime copie del giornale, Massari ne aveva preso un certo numero sotto il braccio ed era sceso in piazza Indipendenza a distribuirle ai passanti in compagnia di Mario Formenton, all'epoca alla guida della Mondadori che è socia nell'iniziativa editoriale. Franco Recanatesi definirà Massari, corporatura robusta e spesse lenti da miope, "l'uomo dei soldi" e "capace di non lasciarsi sfuggire niente" nel suo "La mattina andavamo in piazza Indipendenza".
Conoscitore del mondo della carta stampata e dell'editoria, Massari comprende l’importanza delle nuove tecnologie informatiche di composizione e stampa che, a cavallo degli anni Settanta e Ottanta, si vanno affermando. Ha quindi un ruolo di primo piano nel realizzare una catena di giornali locali voluta da Carlo Caracciolo, fondandone alcuni, quali il Mattino di Padova e la Tribuna di Treviso (innovativi in quanto impaginati dai giornalisti stessi) e rinnovando e rilanciando altre testate già esistenti in tutta Italia, dal Tirreno (di cui è anche amministratore delegato) alla Nuova Sardegna e alla Provincia Pavese.
Nel 1981 si trasferisce a Milano e assume la funzione di presidente e di consigliere delegato del “Giornale”, di cui Indro Montanelli è direttore responsabile. Diventa anche presidente della Silvio Berlusconi Editore e contribuisce a portare il settimanale TV Sorrisi e Canzoni, di cui pure era presidente e amministratore delegato, ad una tiratura record per l’Italia, di oltre tre milioni di copie settimanali. È al Giornale, in via Gaetano Negri, anche con le direzioni di Vittorio Feltri e Maurizio Belpietro. Sarà proprio lui a suggerire a Berlusconi il nome di Belpietro per la direzione.
Ad Amedeo Massari si devono inoltre importanti innovazioni nell’industria dell’editoria come la nascita dello stabilimento tipografico di Melzo, a suo tempo il più grande, moderno ed ecologico d’Europa grazie all’attenta progettazione del ciclo produttivo, alla scelta delle macchine più avanzate e dei metodi più efficaci per la salvaguardia dell’ambiente dai sottoprodotti inquinanti della stampa. Tale stabilimento è stato a lui intitolato per onorarne la memoria..
Muore a Milano nel gennaio del 1998 all'età di 72 anni È sepolto nel cimitero del suo paese di nascita.
In seguito alla sua morte, il comune di Cinigiano, su sollecitazione degli abitanti di Poggi del Sasso, decide di titolare la nuova Piazza, progettata dall'architetto Edoardo Milesi ed oggi sede del Consorzio Tutela Vini Montecucco, proprio ad Amedeo Massari come personaggio di spicco della comunità.

## Onorificenze
Cittadino onorario del Comune di San Colombano Certenoli, su deliberazione del Consiglio comunale del 28/10/1973 per le grandi iniziative culturali, sportive e di promozione del territorio comunale.